# Nicolau V (antipapa)
Nicolau V, nascut Pietro Rainalducci (c. 1258 - 16 d'octubre de 1333) va ser un antipapa a Itàlia del 12 de maig de 1328 al 25 de juliol de 1330 durant el pontificat del papa Joan XXII (1316–1334) a Avinyó. Fou el darrer antipapa creat per un emperador del Sacre Imperi.
Rainalducci va néixer a Corvaro, una antiga fortalesa prop de Rieti al Laci. Es va unir a l'orde franciscà després de separar-se de la seva dona el 1310 i es va fer famós com a predicador.
Fou escollit per influència de l'excomunicat emperador del Sacre Imperi, Lluís de Baviera, per una assemblea de sacerdots i laics, i consagrat a la basílica de Sant Pere, Roma, el 12 de maig de 1328 pel bisbe de Venècia.
Després de passar quatre mesos a Roma, es va retirar amb Lluís IV a Viterbo, però el desembre de 1328 el legat papal el cardenal Giovanni Orsini va iniciar una campanya contra Viterbo i Corneto. Nicolau es va traslladar a Grosseto i després a Pisa, on va ser custodiat pel vicari imperial. El 19 de febrer de 1329 Nicolau V va presidir una cerimònia al Duomo de Pisa, en la qual un titella de palla que representava el Papa Joan XXII i vestit amb túnica pontifícia va ser formalment condemnat, degradat i lliurat al braç secular (per ser "executat").
Nicolau V va ser excomunicat pel papa Joan XXII l'abril de 1329, i va buscar refugi amb el comte Bonifaci de Donoratico prop de Piombino. Després d'haver obtingut l'assegurança del perdó, va presentar una confessió dels seus pecats primer a l'arquebisbe de Pisa, i després a Avinyó el 25 d'agost de 1330 a Joan XXII, que l'absolgué.
Va romandre honorablement empresonat al palau papal d'Avinyó fins a la seva mort l'octubre de 1333.